# 安第斯神鹫
安第斯神鷲又称康多兀鷲、安地斯禿鷹、南美神鷹、安地斯神鷹，是安第斯鹫属（Vultur）的唯一一种，屬於南美洲的一種新大陸鷲。牠們分佈在安地斯山脈及南美洲西部鄰近的太平洋海岸，是西半球最大的飛行鳥類。
安地斯神鷲是黑色的美洲鷲，頸部底環繞有一圈白色羽毛，兩翼上有很大的白斑，雄鷲则更為顯眼。頭部及頸部接近沒有羽毛，呈暗紅色，會因應情緒而變色。雄鷲頭上有一個暗紅色的肉冠。不像其他猛禽，安地斯神鷲的雄鷲體型較雌鷲大。
安地斯神鷲主要吃腐肉，喜歡如鹿或歐洲牛等大型動物的屍體。牠們5－6歲就達至性成熟，棲息在海拔3000－5000米的岩壁。每次會生1到2枚蛋。牠們是世界上最長壽的鳥類，可以活到100歲。
安地斯神鷲是阿根廷、玻利維亞、智利、哥倫比亞、厄瓜多爾及秘魯的國家象徵，且經常出現在南美洲的傳說及神話中。世界自然保護聯盟將牠們列為近危。牠們受到失去棲息地及二次中毒所威脅。在幾個國家已經有保育及飼養的計劃。

## 分類
安地斯神鷲是由卡爾·林奈（Carl Linnaeus）於1758年所描述，其最初的學名一直緣用至今。其屬名是直接取自兀鷲的拉丁文。種小名則是來自古希臘文的「γρυπός」，意思是「鈎鼻」。
安地斯神鷲及其他六種新大陸禿鷲的準確分類仍然不明。雖然新大陸禿鷲與舊大陸禿鷲有著相似的外表及接近的生態位，但牠們卻是源自於不同地方及互不相關的祖先。兩者之間的分野仍在爭論中，早期有指新大陸禿鷲較接近鸛，較近期的說法則指牠們應與舊大陸禿鷲一同分類在隼形目或自成一目的美洲鷲目中。美國鳥類學者協會（American Ornithologists' Union）就將新大陸禿鷲從鸛形目改為地位未定，並註有分類在隼形目或美洲鷲目的可能性。
安地斯神鷲是屬內唯一現存物種。牠們不像加州神鷲般有大量的化石，只有不充分的化石紀錄。一些於上新世或更新世的南美洲物種與安地斯神鷲並沒有分別，而在玻利維亞塔里哈省發現的細小骨頭，則屬於安地斯神鷲的古亞種V. g. patruus所有。

## 特徵
雖然安地斯神鷲平均較加州神鷲短5厘米，但牠們的翼長較闊，可以達2.7－3.1米。牠們也較為重，雄鷲達11－15公斤，雌鷲重7.5－11公斤。整體長度介乎117－135厘米。大部份的數據都是來自飼養的安地斯神鷲。

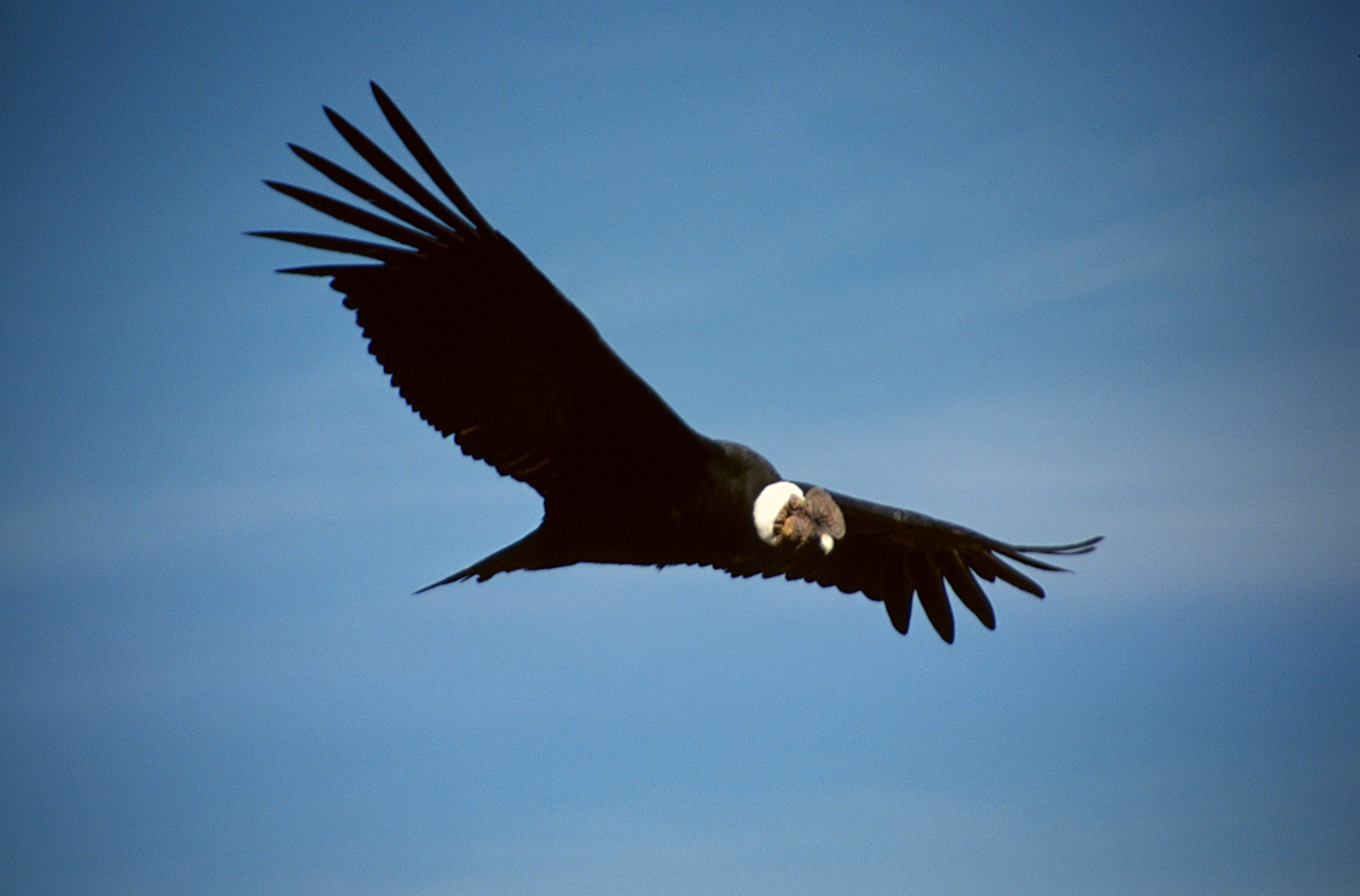
展翅飛翔的安地斯神鷲。

安地斯神鷲的羽毛是黑色的，有白色羽毛圍繞頸部底。牠們在翼上有白色斑紋，在雄鷲上尤為顯眼，但要第一次換羽後才會出現。頭部及頸部都是紅色至暗紅色的，只有很少羽毛。牠們會很小心地保持頭部及頸部的清潔，而禿頭也是一種衛生的適應性，可以讓紫外線及脫水來幫助皮膚消毒。牠們的頭頂扁平，雄鷲有一個暗紅色的肉冠。牠們頭部及頸部的膚色會隨著情緒而有所變化，可以作為溝通的工具。雛鷲一般呈灰褐色，頭及頸都是黑色的，有褐色的環狀領。
安地斯神鷲的中趾很長，後趾則發育不全，所有趾上的爪都相對較直及鈍。所以牠們的腳很適合行走，很少會用爪來作為武器或抓住東西。牠們的喙彎曲，可以撕開腐肉。雄鷲的瞳孔是褐色的，而雌鷲的則是深紅色的。眼皮沒有眼睫毛。與一般猛禽不同，雌鷲是較雄鷲細小的。

## 分佈及棲息地
安地斯神鷲分佈在南美洲的安地斯山脈。北至委內瑞拉及哥倫比亞，但數量十分稀少沿安地斯山脈南至厄瓜多爾、秘魯及智利，經玻利維亞及阿根廷西部至火地群島。於19世紀初，牠們分佈在委內瑞拉沿整個安地斯山脈至火地群島，但其分佈地已因人類活動而大大減少。牠們主要棲息在遼闊的草原及高達海拔5000米的山區，喜歡開揚及沒有森林的地區，如岩石區或山區等，方便在空中尋找屍體。牠們有時也會在玻利維亞東部及巴西西南部的低地、智利及秘魯的沙漠地區及巴塔哥尼亞的假山毛櫸屬森林出沒。

## 生態及行為

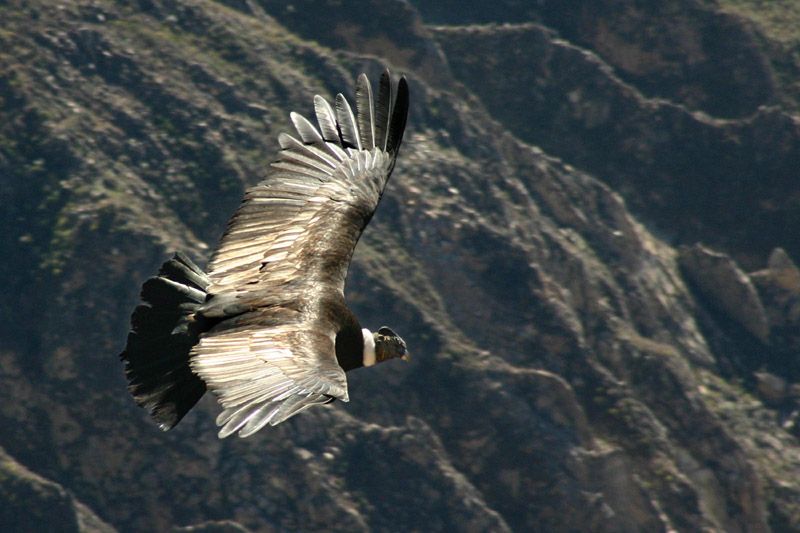
正在飛越秘魯可卡峽谷的安地斯神鷲。

安地斯神鷲飛行時會在空中盤旋，姿勢優美。牠們會水平張開雙翼，初級飛羽末端會向上。牠們沒有支撐大型肌肉的胸骨，由此可以看出牠們主要是以滑翔的方式飛行。牠們會在地上拍動雙翼，上升至一定高度時，拍動的次數變得很少，只依賴氣流來保持高度。達爾文（Charles Darwin）指觀察了牠們飛行1.5小時，仍不見牠們拍動一次雙翼。牠們喜歡棲息在高處，可以減少大力拍動雙翼的次數。牠們有時也會在岩壁滑翔，借助氣流之力上升。
安地斯神鷲就像其他的新大陸禿鷲般，會排便到腳上來幫助降溫。故此，牠們的腳上很多時都留有一層白色的尿酸。

### 食性
安地斯神鷲是食腐動物，主要吃腐肉。野生的安地斯神鷲棲息在大片土地，一日會飛行超過200公里來覓食。在內陸地區，牠們喜歡吃大型的屍體；而在近岸地區，牠們則喜歡吃水生哺乳動物的屍體。牠們也會襲擊細小鳥類的巢穴，偷鳥蛋吃。緣岸地區的食物供應較為充足，有時安地斯神鷲甚至自我限制其覓食地區在岸邊幾公里內。牠們是靠視覺或跟蹤其他食腐動物來尋找屍體的。牠們有可能會跟蹤美洲鷲屬的紅頭美洲鷲、小黃頭美洲鷲及大黃頭美洲鷲覓食，因為這些美洲鷲屬可以靠嗅覺來偵測屍體腐化初期發出的乙硫醇。細小的美洲鷲屬有時在撕開大型動物屍體時感到困難，需要靠較大型的安地斯神鷲來協助，這也是一種共生的例子。安地斯神鷲只會間歇性覓食，甚至幾日也不進食；一旦進食就會一次吃幾磅腐肉，有時甚至飛不起來。由於牠們的腳爪並不適合抓住東西，牠們只能在地上才可以進食。牠們在生態系統上可以幫助清除腐肉，防止疾病的爆發。

### 繁殖

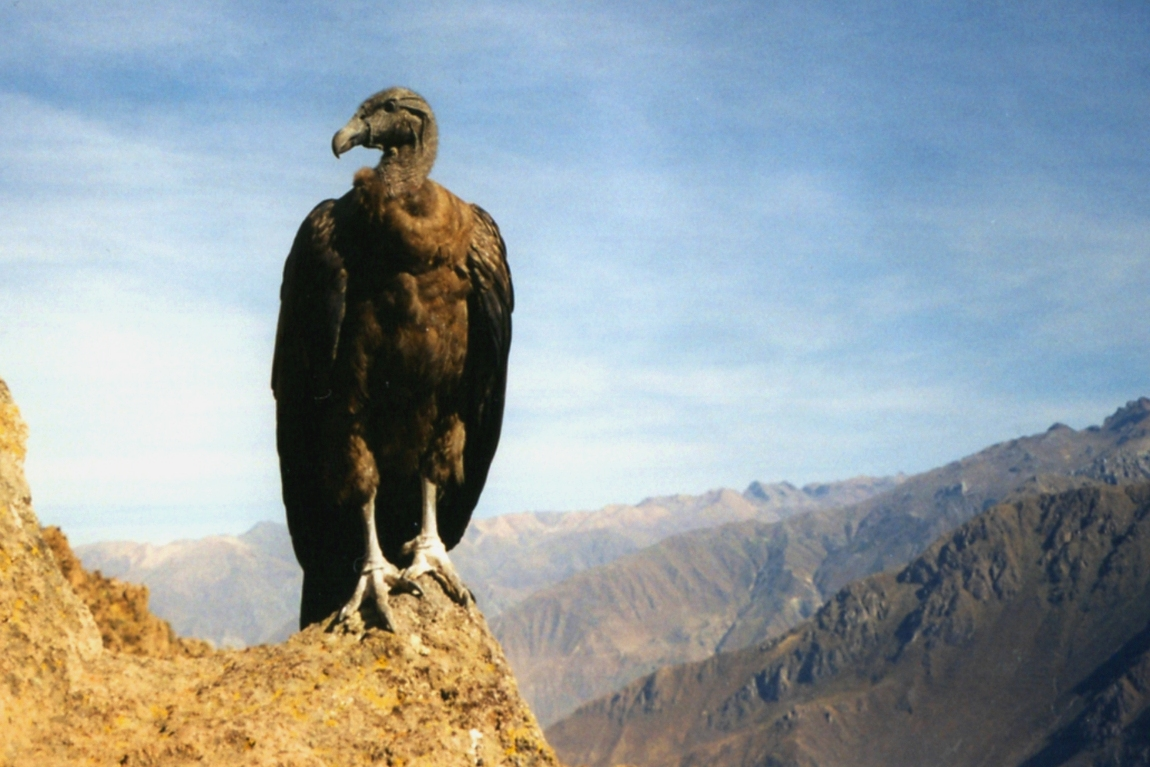
雛生的安地斯神鷲。

安地斯神鷲到了5－6歲就達至性成熟。牠們的壽命可以達50歲或更長，終生也會交配。在求愛時，雄鷲的頸部會由暗紅色變為鮮黃色，並且會張開。牠們會伸出頸來接近雌鷲，顯示牠們的頸部及胸部，並且發出嘶嘶聲，接著會張開雙翼，直立及擺動其舌頭。牠們也會一邊跳一邊叫，或跳舞來示愛。牠們喜歡在海拔3000－5000米的地方築巢及繁殖。牠們的巢是由樹枝組成，放置在岩壁上。在如秘魯這些較少岩壁的地方，牠們會石縫間築巢。牠們於每兩年的2月及3月間會生1－2枚蛋，蛋呈藍白色，重280克，長75－100毫米。孵化期為54－58日，雄鷲及雌鷲會一同孵化。若雛鷲或蛋失蹤，牠們會再生一隻蛋來取代原有的。故此，一些研究人員嘗試以此來增加牠們的繁殖率。
雛鷲是灰色的，差不多與父母一樣大小。牠們出生後6個月就可以飛行，但仍會與父母同住及覓食直至2歲。健康的成年安地斯神鷲並沒有天敵，但大型猛禽及哺乳類掠食者可能會掠食鳥蛋或雛鷲。安地斯神鷲群族有很完好的社會結構，會以身體語言、競爭行為及發聲來決定啄食腐肉的次序。

## 與人類關係

### 保育狀況
世界自然保護聯盟將安地斯神鷲列為近危。牠們於1970年第一次被列在美國的瀕危物種中，指牠們處於接近滅絕的狀況。失去棲息地及次級中毒都是威脅牠們的原因。牠們受威脅的地區是在其北方的分佈地，在委內瑞拉及哥倫比亞尤為稀少。由於牠們被認為是會攻擊家畜而受到農民的迫害，加上牠們行動遲緩及低繁殖率，其數量因而大幅受到影響。透過教育已經改正了這種錯誤觀念。將飼養的安地斯神鷲放生到阿根廷、委內瑞拉及哥倫比亞的野外令牠們的數量有所增加。最先是於1989年將飼養的安地斯神鷲放生到野外。當飼養安地斯神鷲時，要儘量避免與人類接觸。餵飼雛鷲時會用模仿成鷲的手套，避免雛鷲銘印了人類，危害放生後的生存機會。牠們會被留在鳥舍三個月，鳥舍的設計會模仿其生存環境，以適應放生。放生的安地斯神鷲會有人造衛星追蹤，以觀察其移動及是否仍生存。
為了捕捉所有野生的加州神鷲，於1988年，美國漁業與野生動物署展開了一個重新引入的實驗，涉及在加利福尼亞州放生飼養的安地斯神鷹。為防止這些南美洲物種意外地入侵美國，所有放生的都是雌鷲。這個實驗很成功，所有放生的安地斯神鷲都已被捉回及在南美洲再次放生。

### 文化
安地斯神鷲是阿根廷、玻利維亞、智利、哥倫比亞、厄瓜多爾及秘魯的國家象徵。牠們是玻利維亞、智利、哥倫比亞及厄瓜多爾的國鳥。牠們在南美洲安地斯山脈地區的傳說及神話中有著重要的地位，有如白頭海鵰在北美洲的地位一般。自前2500年就有工藝品有安地斯神鷲的圖象，牠們也是安地斯山脈一帶宗教的一部份。在安地斯神話中，牠們與太陽神有關，更是上界的統治者。安地斯神鷲就象徵了權力及健康，而其骨頭及器官更被認為有醫藥功效。有指秘魯一些鬥牛中，會將安地斯神鷲繫於公牛的背上，牠們會啄公牛的背來刺激打鬥。在打鬥後牠們一般都會存活，並會被放生。在秘魯有一項儀式，會將活的安地斯神鷲掛起，讓途人揮拳打至死亡為止。
安地斯神鷲在很多國家都是郵票的圖象，例如於1960年在阿根廷、於1985年在玻利維亞、2001年在智利、1992年在哥倫比亞、1958年在厄瓜多爾、1973年在秘魯及2004年在委內瑞拉都有出版印有安地斯神鷲的郵票。牠們也在哥倫比亞及智利的錢幣及紙幣上都印有安地斯神鷲。在幾個國家的紋章中都有安地斯神鷲，用以代表安地斯山脈。

玻利維亞國徽
智利國徽
哥倫比亞國徽
厄瓜多爾國徽

## 外部連結
- Vulture Territory Facts and Characteristics: Andean Condor （页面存档备份，存于）
- ARKive - images and movies of the Andean Condor (Vultur gryphus)
- Video of Peruvian Condors （页面存档备份，存于）
- BirdLife Species Factsheet （页面存档备份，存于）
- IUCN Red List
- Proyecto Conservación Cóndor Andino de Argentina （页面存档备份，存于）, Organizado por la Fundación Bioandina Argentina.
- Andean Condor （页面存档备份，存于）
- Andean Condor videos （页面存档备份，存于） on the Internet Bird Collection